# Агата
Агата или Агота (мађ. Ágota) је женско име које се користи у многим језицима. Грчког је порекла, а значење имена је: она која је добра. Стара мађарска форма имена је Агата (мађ. Agáta).

## Имендани
- 11. јануар.
- 5. фебруар.

## Варијације
- Агица
- Агата

## Познате личности
- Агата Кристи (енгл. Agatha Christie), енглеска књижевница,
- Варга Агота (мађ. Varga Ágota), мађарска редитељка и документариста.